# Municipio de Baca

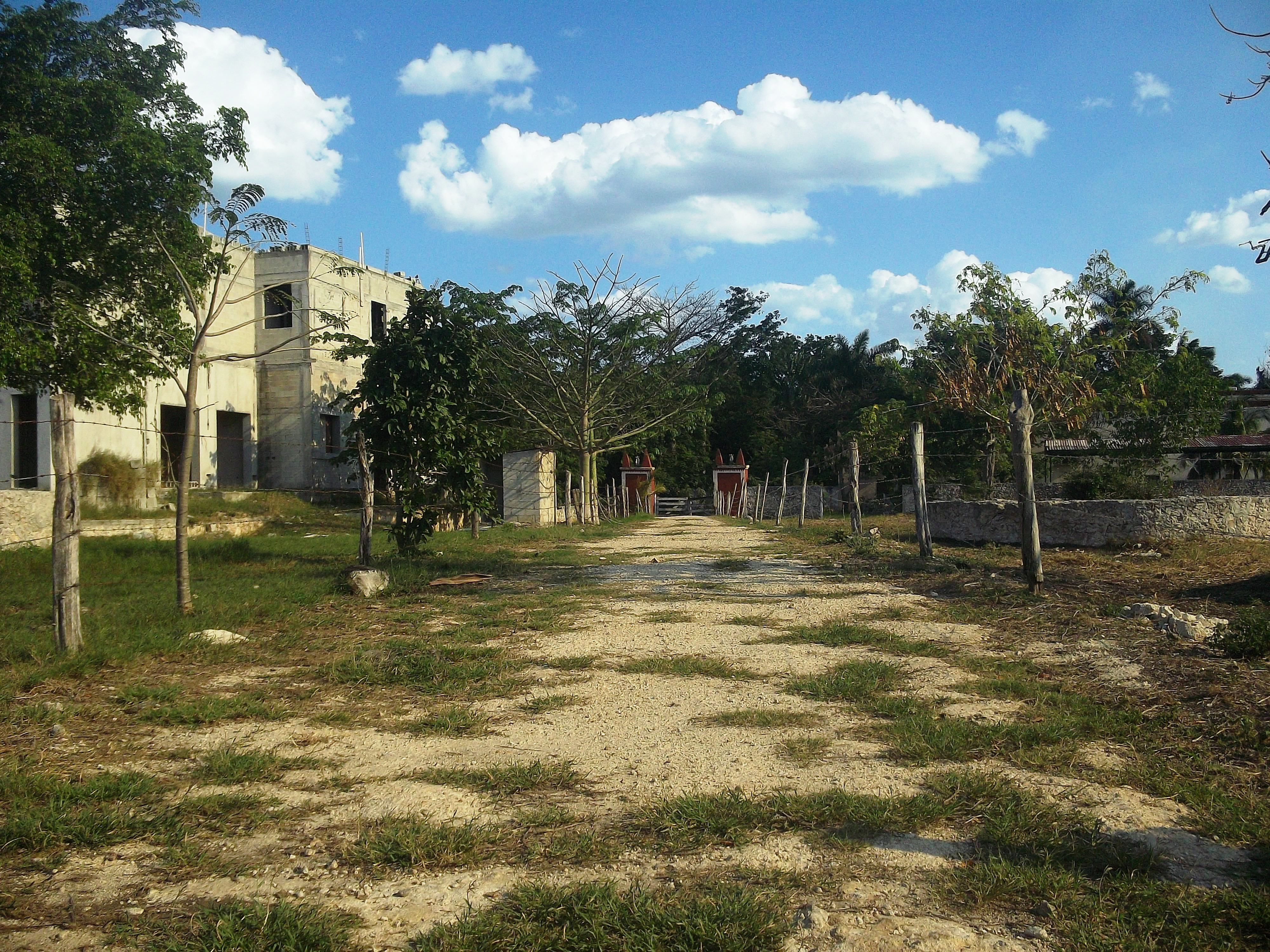
Hacienda Kankabchén Gamboa, Yucatán.

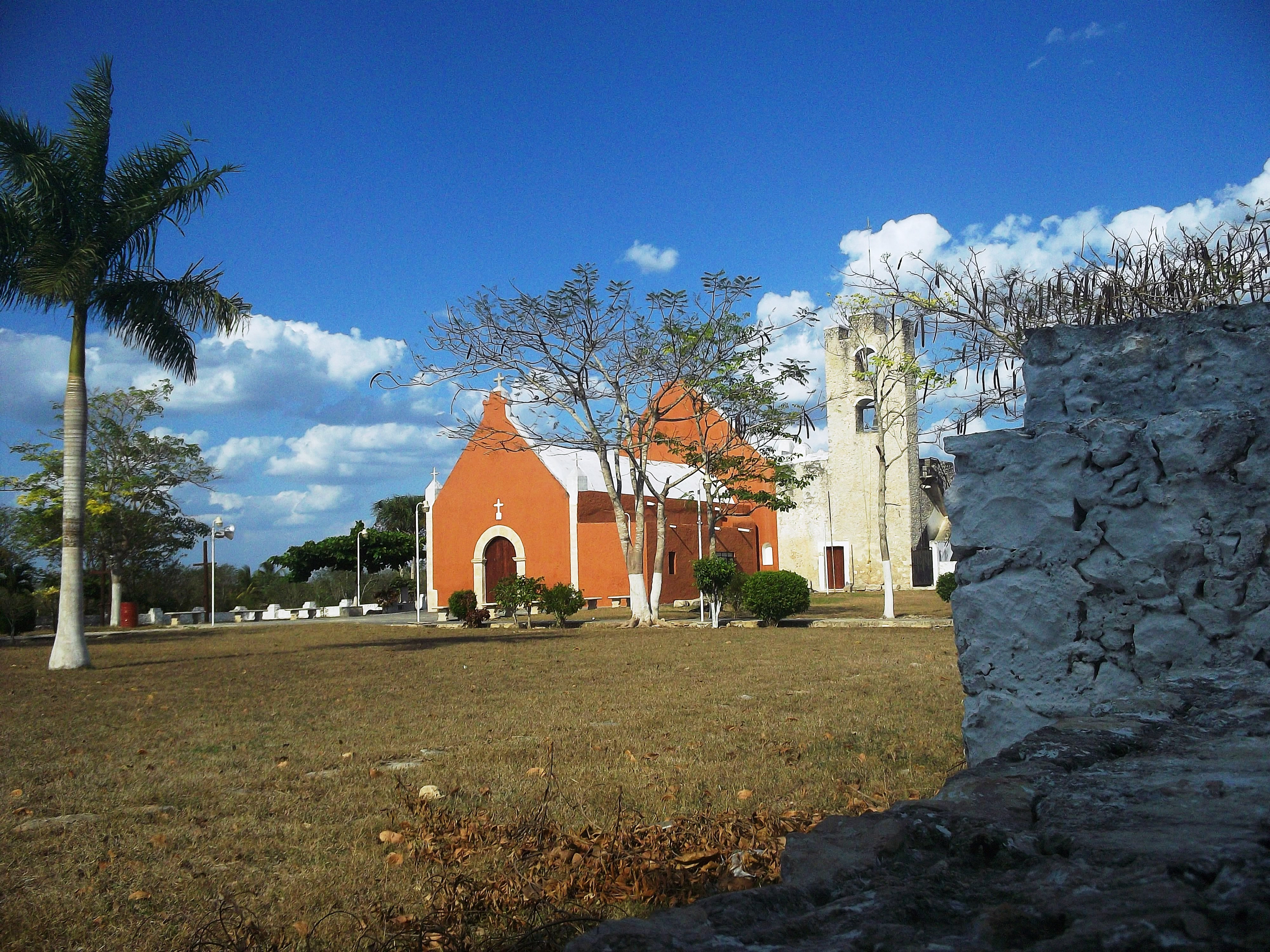
Iglesia de Tixkuncheil, Yucatán.

El Municipio de Baca es uno de los 106 municipios del estado mexicano de Yucatán. Su cabecera municipal es la localidad homónima de Baca.

## Toponimia
El toponímico Baca significa en idioma maya "cuerno de agua ya que proviene de las voces", baak, cuerno y a', contracción de ja', que significa agua.

## Colindancias
El municipio de Baca colinda al norte con Motul, al sur con Yaxcucul, al oriente con Motul y al poniente con el municipio de Mocochá. Pertenece el municipio a la denominada zona henequenera de Yucatán.

## Datos históricos
Sobre la fundación de Baca «Lugar donde se derrama el agua» en la época previa a la conquista de Yucatán se cree que fue antes del siglo XV. En 1441 a raíz de la caída de Mayapán, es cuando la región pasa a pertenecer a la provincia de Ceh Pech, llamada así por el caudillo que la gobernaba hasta antes de la conquista.
- 1542: Durante la conquista, el Batab (cacique) de la población Ah-Op-Pech al ser bautizado por los conquistadores recibió el nombre de Ambrosio Pech; ese mismo año se le dio el mando regional. Más tarde, en 1567, lo sustituyó su hijo Pedro Pech.
- 1704: La encomienda en el municipio le fue asignada a Pedro Cepeda y Lira con 1548 indígenas a su cargo.
- 1881: El 15 de octubre el pueblo de Baca se convierte en Villa.
- 1912: La finca rústica de San Antonio Tzutzá y su anexo «Yaxnic» pasaronn a formar parte de Baca dejando de pertenecer a Tixkokob.
- 1921: Baca se erige en municipio libre.

### Personajes Ilustres
- Ceh-pech: Caudillo que dominó la región hasta 1441, antes de la Conquista de Yucatán.
- Gaspar Pech: Quien tuvo gran influencia entre los grupos mayas de la región durante la conquista.

## Economía
Baca se encuentra enclavado en la denominada zona henequenera de Yucatán. La principal actividad económica del municipio fue hasta finales del siglo XX la industria henequenera.
A partir de la declinación de la industria, Baca, junto con los municipios aledaños también con vocación henequenera, hubieron de diversificar sus actividades productivas.
En la actualidad en Baca se cultiva el maíz, el frijol, una variedad de chiles y hortalizas. Se ha desarrollado también la cría de ganado bovino, porcino y equino. Se han creado zonas de riego y se fomentaron pastizales que sirven de sustento a la actividad pecuaria y a la cuenca lechera que también ahí se desarrolla.
Baca, por su cercanía con la ciudad de Mérida, capital del estado, depende en buena medida de la actividad económica de esta, así como de la de Motul, municipio con el que colinda.

## Atractivos turísticos
- Arquitectónicos: Existen dos templos, uno en honor a la Virgen de la Asunción, construido en el siglo XVII, y el otro en honor a la Santa Cruz, construido en siglo XX.
- Hay varias exhaciendas como la de Siniltum, Santa María y Kankabchén, esta última una de las de mayor importancia para la industria henequenera de principio y mediados del siglo XX. Algunas de ellas han sido reconstruidas y acondicionadas para el turismo como Kankabchén.

### Fiestas populares
Del 1º al 3 de mayo se lleva a cabo la fiesta en honor a la Santa Cruz; del 15 al 19 del mismo mes a San Isidro Labrador y del 20 al 30 a la virgen de la Purísima Concepción patrona de Baca. En ambos casos se organizan procesiones, gremios, corridas de toros y las tradicionales vaquerías.